# Тинос
Тинос (грчки грч. ) је једно острва у скупини Киклада у Грчкој. Управно острво чини засебну и једину општину у оквиру округа Тинос Периферије Јужни Егеј. Оно укључују и околна острвца и хриди. Средиште острва и главно место округа је градић Тинос.

## Природни услови
Тинос је једно од највећих острва Киклада, удаљено око 120 km југоисточно од Атине и око 70 km од копна (југоисточна Атика). Најближе суседно острво је Андрос на свега 3 km ка северу. 20 km јужно се налази Миконос. Острво је средње разуђено и планинско у већем делу. Постоји неколико долина, које су погодне за земљорадњу.
Тинос спада у острва Киклада која су нису билизу копну и имају недостатак подземне воде, што повезано са средоземном климом са дугим, жарким и сушним летима и благим и не баш кишовитим зимама ствара велике тешкоће острвљанима. Биљни и Животињски свет су такође особени за ову климу. Гајене културе налазе се по плоднијим и влажнијим долинама, а од гајених култура доминира маслина.

## Историја
За Тинос, као и за целокупне Кикладе, је необично важно раздобље касне праисторије, тзв. Кикладска цивилизација, зависна и блиска Критској. Иза Кикладске цивилизације су данас остале бројне фигурине-идоли, везане за загробни живот. Током старе Грчке Тинос је био један од малих полиса у веома важном делу Грчке.
После тога Тиносом је владао стари Рим, а затим и Византија. 1204. г. после освајања Цариграда од стране Крсташа Киклади потпадају под власт Млечана, под којима остају вековима, до 1715. г., што је најдужи период од свих кикладских острва. Ово је оставило последице видљиве и дан-данас, јер поред православаца на острву живи и римокатоличко становништво.
Нови господар постаје османско царство, али свега око 100 година. Становништво Тиноса није било јаче укључено у Грчки устанак 20их година 19. века, али је острво одмах припало новооснованој Грчкој. Међутим, развој нове државе није спречио исељавање месног становништва у 20. веку. Последњих деценија ово је спречено развојем туризма.

## Становништво
Главно становништво на Тиносу су Грци. Посебност острва је то да поред православаца на острву живи и римокатоличко грчко становништво. Половина становника живи у главном месту острва, граду Тиносу. Последњих деценија дошло је до пораста становништва захваљујући развоју острвске привреде.

## Привреда
Привреда Тиноса се заснива на туризму и поморству, а мање на традициналној пољопривреди (јужно воће, винова лоза, маслине).
За Тинос је везан један посебан вид туризма - верски или ходочаснички туризам, јер се на острву налази веома позната црква Панагија Евангелиста, посвећена Богородици, чији се култ веома поштује у Грчкој. За време ходошачћа поклоници пузе до цркве стазом дугом 800 m у знак понизности.